# Distrito de Sarpang
El Distrito de Sarpang es uno de los veinte distritos (Dzongkhag) en que se divide Bután. Cubre un área de 2.640 km² y albergaba una población de 111.213 personas en 1985. Su capital es Sarpang.

## Geografía
El Dzongkhag se encuentra en la parte central del sur de Bután, en la frontera con el estado de Assam en la India. Sarpang es una de las tres puertas de entrada al país desde la India a través de Gelephu. Gran parte del distrito forma parte de las Áreas protegidas de Bután. Al oeste del Dzongkhag (el gewog de Senghe) cuenta con zonas del Santuario de Vida Salvaje Phibsoo cerca de la frontera con India; más al norte (en el gewog de Jigmechhoeling) se encuentra el Parque nacional de Jigme Singye Wangchuck; al este y al sureste de la región (los gewogs de Jigmechhoeling, Tareythang y Umling) se ubica el Parque nacional real de Manas. Sarpang está dividido por un corredor biológico que conecta las tres áreas protegidas.

## Historia

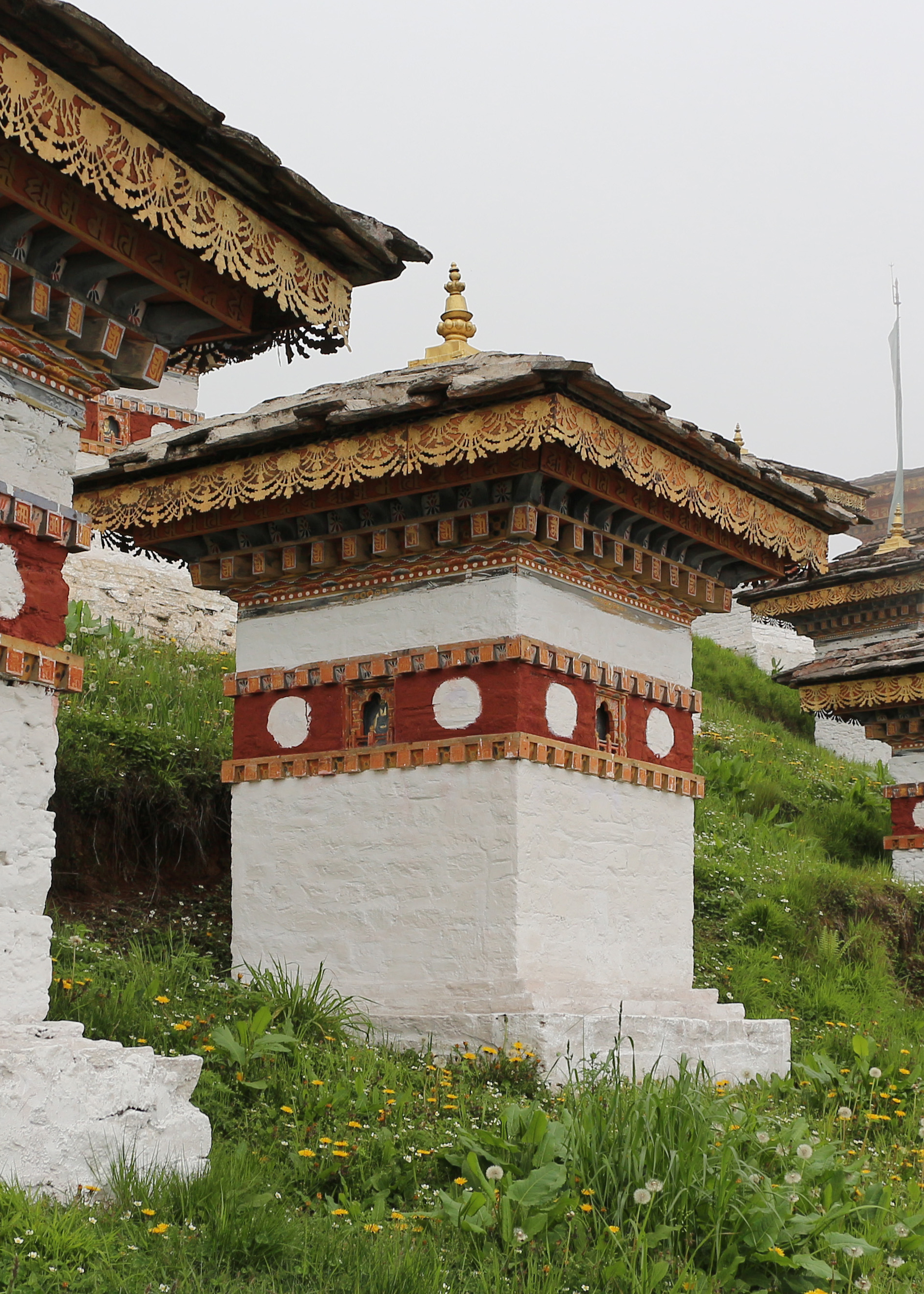
Ejemplo de un chörten de Bután

El distrito cuenta con un Dzong, que hace de sede administrativa. También presenta 32 chörtens y 43 Lhakhangs (10 de los cuales pertenecen al gobierno de Bután).
El 26 de abril de 2007, el Dungkhag (subdistrito) Lhamoy Zingkha fue formalmente traspasado desde el Dzongkhag de Sarpang al distrito de Dagana, afectando al pueblo de Lhamozingkha y a tres gewogs: Lhamoizingkha, Deorali y Nichula, la zona más occidental del distrito.

## Economía

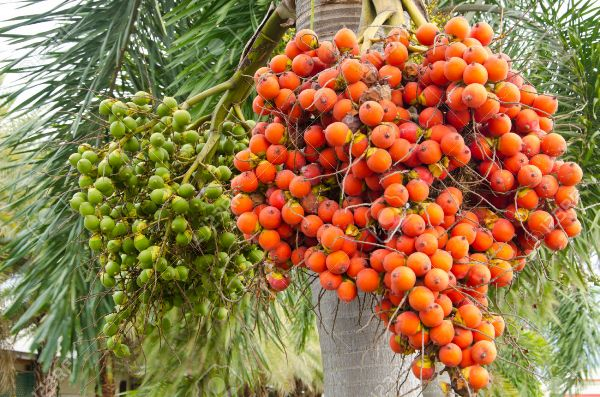
Frutos de un árbol de nuez de areca

Debido a su cercanía con la India, Sarpang se trata de un importante centro económico. Otra actividad económica relevante es la agricultura. Los cultivos más cosechados en 2016 fueron de maíz (1674,589 hectáreas, con una producción de 6.103 toneladas) y arroz (1757 hectáreas y 6.669 toneladas cultivadas). Los árboles más extendidos para la cosecha fueron de nuez de areca (641.531 árboles), mandarinas (225.746 árboles) y bananas (61.321 árboles).

## Idiomas
La lengua dominante en Sarpang es el Nepalí, un idioma indoeuropeo hablado por la comunidad Lhotshampa. Entre los lenguajes Bodish del este, la lengua Kheng es también conocida en el noreste del distrito.

## Localidades
El distrito de Sarpang está dividido en doce localidades (gewogs):
- Chhuzagang
- Chhudzom
- Dekiling
- Gakiling
- Gelephu
- Jigmechhoeling
- Samtenling
- Senghe
- Serzhong
- Shompangkha
- Tareythang
- Umling